# Presque (Terre-Neuve-et-Labrador)
Presque est une communauté de pêcheurs abandonnée située au sud de l'île de Terre-Neuve à Terre-Neuve-et-Labrador au Canada.

## Toponymie
Le terme d'origine française remonte à l'époque de la colonie de Plaisance où les pêcheurs venus de France fréquentaient la côte de la baie de Plaisance.
Le lieu a donné son nom au havre de Presque bordant la baie de Plaisance à l'ouest.

## Géographie
Le site de la communauté se trouve au fond de l'anse Northwest sur la côte est d'une longue et étroite presqu'île orientée du nord vers le sud bordée à l'ouest par le bras Paradise et la péninsule de Burin.

## Histoire
La communauté fut établie vers 1845 et a été abandonnée dans les années 1960.
Il reste de nos jours un bâtiment et une jetée.